# Flugabwehrbrigade 100

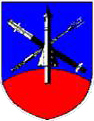
Internes Verbandsabzeichen Stab

Die Flugabwehrbrigade 100 mit Sitz des Stabes in Fuldatal war im Heer der Zukunft (2002–2007) eine von sechs Kampfunterstützungs- bzw. Logistikbrigaden des Heerestruppenkommandos und führte alle Einsatzkräfte der Flugabwehrtruppe des Heeres.

## Verbandsabzeichen
Das Verbandsabzeichen (Ärmelabzeichen) zeigte  zwei gekreuzte Schwerter auf schwarz, rot, blauem Grund im Wappenschild und glich bis auf die Umrandung dem Verbandsabzeichen des Heerestruppenkommandos. Die gekreuzten Schwerter standen für die Heerestruppenteile. Die Farbe schwarz symbolisierte die Pioniertruppe, rot die Artillerie-, Heeresflugabwehr- und die ABC-Abwehrtruppe. Blau stand für die Logistiktruppe. Damit waren die Waffenfarben der unterstellten Truppen im divisionsäquivalenten Heerestruppenkommando im Wappen abgebildet. Alle dem Heerestruppenkommando ehemals unterstellten Brigaden führten ein bis auf die Umrandung identisches Verbandsabzeichen, das meist in der jeweiligen Waffenfarbe umrandet war. Hier war das für die Flugabwehr korallenrot.

## Gliederung
Die Brigade bestand aus dem Stab, der Stabsbatterie der Brigade, einer Flugabwehraufklärungsbatterie, drei leichten Flugabwehrraketenbatterien, einer Feldersatzbatterie, drei aktiven und drei nicht aktiven Panzerflugabwehrkanonenbataillonen sowie zwei aktiven und zwei nicht aktiven Panzerflugabwehrraketenbataillonen. In der Zielstruktur ergab sich damit eine Gesamtstärke von etwa 4.100 aktiven Soldaten und etwa 2.500 Reservisten. Die Truppenteile der Brigade waren in fünf Standorten in fünf Bundesländern stationiert.
- Stab und Stabsbatterie FlaBrig 100, Fuldatal
- Flugabwehraufklärungsbatterie 100, Fuldatal
- leichte Flugabwehrraketenbatterie 100, Borken
- leichte Flugabwehrraketenbatterie 300, Fuldatal
- leichte Flugabwehrraketenlehrbatterie 610, Lütjenburg
- Panzerflugabwehrkanonenlehrbataillon 6, Lütjenburg
- Panzerflugabwehrkanonenbataillon 61 na, Lütjenburg
- Panzerflugabwehrkanonenbataillon 12, Hardheim
- Panzerflugabwehrkanonenbataillon 121 na, Hardheim
- Panzerflugabwehrkanonenbataillon 131, Hohenmölsen
- Panzerflugabwehrkanonenbataillon 132 na, Hohenmölsen
- Panzerflugabwehrraketenbataillon 7, Borken
- Panzerflugabwehrraketenbataillon 101, Borken
- Panzerflugabwehrraketenbataillon 300, Fuldatal
- Panzerflugabwehrraketenbataillon 301, Fuldatal

### Auflösung
Die Flugabwehrbrigade 100 wurde Ende 2007 aufgelöst und Teile anderen Verbänden überstellt:
- Die leichte Flugabwehrraketenbatterie 100 (Borken) wechselte als Luftlandeflugabwehrraketenbatterie 100 zur Division Spezielle Operationen
- Die leichte Flugabwehrraketenlehrbatterie 610 (Lütjenburg) wechselte als leichte Flugabwehrraketenlehrbatterie 610 zur 1. Panzerdivision
- Das Panzerflugabwehrkanonenlehrbataillon 6 (Lütjenburg) wechselte als Panzerflugabwehrlehrregiment 6 zur 1. Panzerdivision
- Panzerflugabwehrkanonenbataillon 12 und leichte Flugabwehrraketenbatterie 300 sind weiter Bestandteil des "neuen" Heerestruppenkommandos

## Kommandeure
Kommandeure der Brigade waren:
| Nr. | Name                                        | Beginn der Berufung | Ende der Berufung |
| --- | ------------------------------------------- | ------------------- | ----------------- |
| 3   | Oberst Hans Paul Kramer (Brigadekommandeur) | März 2007           | Dezember 2007     |
| 2   | Brigadegeneral Klaus Hollmann               | April 2005          | Februar 2007      |
| 1   | Brigadegeneral Wolfgang Köpke               | April 2002          | März 2005         |

Koordinaten: 51° 23′ 23,7″ N, 9° 32′ 53,9″ O